# Release Me (Eddie-Miller-Lied)
Release Me ist eine Popballade, die 1949 von Eddie Miller und Robert Yount geschrieben wurde. Die 1967 erschienene Version von Engelbert, die Platz 1 der englischen Hitparade erreichte, machte das Lied weltberühmt und ließ zahlreiche weitere Coverversionen von bekannten Interpreten, wie z. B. Dean Martin (1967) oder Elvis Presley (1970), folgen.

## Erfolg als Country-Song
1953 wurde der Song von Jimmy Heap & the Melody Masters und 1954 mit mehr Erfolg von Patti Page, Ray Price und Kitty Wells in einer Country-Version veröffentlicht. Obwohl Price schon vorher einige Hits zu verzeichnen hatte, wird seine Version von Release Me oft als sein Durchbruch angesehen. Das Lied hat Elemente des 4/4-Shuffle, eines der späteren Markenzeichen von Price. Er schaffte es mit Release Me auf Platz 6 der Country-Charts in den USA.

## Weitere Versionen
1960 nahmen Jivin' Gene & the Jokers den Song auf, und ihre Version des Liedes diente als Vorlage für Little Esther Phillips' Aufnahme von Release Me, die Nummer 1 in den US-amerikanischen R&B-Charts wurde und Platz 8 der Pop-Charts erreichte.

## Version von Engelbert
Im Frühjahr 1967 trat der englische Fernsehsender ITV an Engelbert heran und bat ihn darum, den kranken Dickie Valentine in der Fernsehshow Sunday Night at the London Palladium zu vertreten. Die Sendung war zu dieser Zeit in England eines der wichtigsten und meistgesehenen TV-Programme. In dieser Show sang er seine Version von Release Me. Über Nacht wurde das Lied zum Erfolg und erreichte im März 1967 Platz 1 der britischen Charts. Engelberts Fassung blieb für rekordhaltende 56 Wochen in den Charts. Insgesamt verkaufte sich der Titel 1967 über eine Million Mal und wurde zum weltweiten Erfolg für Engelbert.
Die B-Seite der Single mit dem Titel Ten Guitars wurde überraschend ein Erfolg in Neuseeland unter jungen Maori und kurz darauf in ganz Neuseeland.

### Sonstiges
2015 verwendete Audi Engelberts Lied in einer Werbung für den Audi RS3.

## Andere Versionen
- Ray Price (1954)
- Jerry Lee Lewis (1958)
- Lefty Frizzell (1959)
- Wilburn Brothers (1962) (Album City Limits)
- Little Esther Phillips (1962)
- Everly Brothers (1963) (Album Sing Great Country Hits)
- Cindy Malone (1963)
- Joe Tex (1965)
- Jerry Wallace (1966)
- Dean Martin (1967)
- Engelbert Humperdinck (1967)
- Matt Monro (1967)
- Los Quandos in Spanisch mit dem Titel Sueltame (1967)
- Johnny Adams (1968)
- Earl Grant (1968)
- Dolly Parton (1968)
- Clifton Chenier (1969)
- Jerry Lee Lewis (1969)
- Toni Williams (1969)
- John Holt (1970s)
- Elvis Presley (1970)
- Roger Ruskin Spear (1971)
- Victor Wood (1971)
- Loretta Lynn/Conway Twitty (1973)
- Charlie McCoy (1973)
- The Bonzo Dog Doo-Dah Band (1974)
- Yvette Horner (1977)
- Madness (1980, 1986)
- Dolly Parton (1982)
- Def Leppard (1989)
- The Mike Flowers Pops (1996)
- Junior Kimbrough (2002)
- Jerry Lee Lewis with Gillian Welch (2010)
- Lyle Lovett (Duett mit k.d. lang (2012) auf dem Album Release Me)